# Filipe de Magalhães
Pour les articles homonymes, voir Magalhães.
Filipe de Magalhães (né en 1571 à Azeitão et mort en 1652 à Lisbonne) est un compositeur polyphoniste portugais, actif de la fin de la Renaissance aux prémices du baroque.

## Biographie
Magalhães devient en 1575 disciple de Manuel Mendes à l'école de Sé de Evora, aux côtés de Duarte Lobo et de Manuel Cardoso. Il est ensuite admis à la chapelle royale de Lisbonne, où il restera jusqu'à sa mort. Il y est nommé maître de chapelle en 1596 pendant le règne de Philippe II. Le roi João IV finira par lui accorder en 1640 une retraite méritée, en reconnaissance de ses mérites et de son talent. Le musicien meurt le 17 décembre 1652 à Lisbonne.
La publication des œuvres de Magalhães est très tardive dans la vie du compositeur. Après un recueil de cantiques, il obtint finalement la publication de deux ouvrages de polyphonie en 1636 alors qu'il a déjà 65 ans.